# Філіпп Акарнанський
Філіпп (дав.-гр. Φίλιππος; IV століття до н. е.) — давньогрецький лікар, наближений Александра Македонського.
Згідно з однією з античних легенд Філіпп супроводжував Александра під час його походів і один раз, коли басилевс захворів, врятував його від неминучої смерті. Перед тим як прийняти ліки, Александр отримав лист від воєначальника Парменіона. У листі Парменіон стверджував, що Філіпп підкуплений Дарієм і хоче отруїти Александра. Юний басилевс передав лист Філіппу, а сам випив приготовані ліки. Ця історія знайшла відображення у філософії, літературі та живописі, де автори намагаються зобразити момент найбільшого душевного напруження як лікаря, так і його пацієнта.

## Життєпис
Про життя Філіпа відомо небагато. Він був родом з Акарнанії — області, розташованої на заході Греції. За свідченням Квінта Курція Руфа, Філіпп був другом, вихователем і лікарем Александра Македонського з дитячих років. На думку Вальдемара Геккеля, Філіпп належав до двору матері Александра Македонського Олімпіади і був обраний нею лікарем для сина.
Античні джерела згадують його у зв'язку з двома епізодами успішного лікування Александра в 333 і 332 роках до н. е. Перший раз він вилікував басилевса в Кілікії, другий — вийняв стрілу з плеча Александра під час облоги Гази. Також Філіпп згаданий в псевдоісторичному романі «Історія Александра Великого» Псевдо-Каллісфена серед змовників, які отруїли Александра. Античні історики не згадують імені лікаря, який був поруч з Александром перед смертю.

## Легенда про лікування Александра Філіппом в Кілікії
Античні історики в різних варіаціях передають історію про лікування Александра Філіппом. Після купання в спекотний день в студеній воді річки Кідн у Кілікії Александр застудився і небезпечно захворів. Всю армію охопило глибоке занепокоєння як за долю свого ватажка, так і своє власне життя далеко від рідних місць у ворожій країні. Александр сказав, що ситуація не терпить зволікання і що для нього «краще відразу померти, ніж поправитися занадто пізно». Ніхто з медиків, що були в македонському таборі, не наважувався лікувати басилевса. Лікарі розуміли небезпеку захворювання, а в разі смерті володаря боялися накликати на себе гнів всього війська. Тоді Філіпп, за словами Плутарха «бачачи важкий стан хворого, поставив дружбу понад усе і визнав злочинним не розділити небезпеку з Александром і не вичерпати — нехай навіть з ризиком для себе — всі засоби». Філіпп приготував Александру, який страждав від лихоманки, сильнодійні ліки. В цей час з Каппадокії від Парменіона прибув гонець з терміновою депешею, в якій полководець повідомляв про те, що лікар, підкуплений перським правителем Дарієм III величезною сумою в тисячу талантів і обіцянкою видати за нього свою сестру, має намір отруїти свого пацієнта. Александр передав цей лист Філіппу, а поки той читав, випив на його очах приготоване зілля. Згідно Арріану, Філіпп спокійно прочитав лист, після чого всім стало ясно про відсутність у лікаря планів отруїти басилевса. Філіпп порадив володарю слухатися його і надалі, щоб швидше одужати. Плутарх, навпаки, стверджував, що Філіпп «обурений безпідставним наклепом, то кликав богів у свідки своєї невинності й підносив руки до неба, то кидався до ліжка Александра, благаючи бути доброї думки й мати до нього повне довір'я». Незабаром басилевс пішов на поправку і постав перед армією, і тоді «все військо прийняло Філіппа з таким почуттям, як самого царя; кожен тиснув йому руку і дякував йому, як посланого богом».
Античні автори по різному оцінювали дію і мотиви Александра. Згідно Марку Юніану Юстину, басилевс вирішив, що краще ризикнути та довіритися лікарю, який не викликав довіри, ніж безсумнівно померти від хвороби; Плутарху і Арріану — Александр безумовно довіряв Філіппу; Квінту Курцію Руфу — Александр сумнівався, але врешті-решт довіра до Філіппа переважила.
Достовірність даного оповідання у сучасних істориків викликає великі сумніви. Одні вважають всю історію «підлою фальшивкою» і абсурдом. Інші, навпаки, припускають, що розповідь про лікування Філіппом басилевса є ремінісценцією одного з епізодів походу Александра, коли воєначальник важко захворів, можливо, запаленням легенів, а Філіпп його виходжував.

## У культурі
Легенда про лікування Александра Філіппом знайшла відображення в філософії, літературі та живопису. Французький філософ епохи Відродження Мішель де Монтень на підставі цієї розповіді ставив Александра в приклад іншим, як володаря, який не втратив довіри до друзів, зберіг твердість і моральну красу.
До сюжету про виявлену довіру Александра до свого лікаря зверталися багато художників Нового часу, в тому числі Ганс Вертингер, Джованні Ланфранко, Тарас Шевченко, Генріх Семирадський та інші. Генріх Семирадський в 1870 році написав картину «Довіра Александра Македонського до лікаря Філіппа», яку представив на конкурс Імператорської Академії мистецтв. У ній він зобразив момент найбільшого душевного напруження як лікаря, так і його могутнього пацієнта. Журі Академії 4 листопада одностайно присудило йому велику золоту медаль і право закордонної поїздки казенним коштом.
Легенда про лікування Александра Філіппом описана в одній з глав книги Любові Воронкової «В глуби веков».
|                                                                                   |                                                            | |                                                                     |
| «Хворий Александр і лікар», 1517 рік, Ганс Вертингер. Національна галерея в Празі | «Александр і лікар Філіпп», близько 1630 року Д. Ланфранко | «Александр Македонський виявляє довіру своєму лікареві Філіппу», 1836 рік, Т. Г. Шевченка. Національний музей Тараса Шевченка, Києва | «Александр і Філіпп», між 1898 і 1899 роками, Гравюра Андре Кастеня |

### Дослідження
- Киляшова К. А. Политическая роль женщин при дворе македонских царей династии Аргеадов. Диссертация на соискание учёной степени кандидата исторических наук :  [рос.] / Научный руководитель доктор исторических наук, профессор Э. В. Рунг. — Казань : Казанский (Приволжский) федеральный университет, 2018.
- Шахермайр Ф. Александр Македонский :  [рос.]. — Ростов на Дону : Феникс, 1997. — 576 с.
- Шофман А. С. Восточная политика Александра Македонского :  [рос.] / Печатается по постановлению редакционно-издательского совета Казанского университета. Отв. редактор В. Д. Жигунин. — Казань : Издательство Казанского университета, 1976.
- Heckel W.[en]. Who's Who in the Age of Alexander the Great: Prosopography of Alexander's Empire :  [англ.]. — Malden; Oxford; Carlton : Blackwell Publishing, 2006.
- Treves P. Philippos 63 :  [нім.] / Georg Wissowa // Paulys Realencyclopädie der classischen Altertumswissenschaft. — Stuttgart : J. B. Metzler'sche Verlagsbuchhandlung, 1938.
- Повне зібрання творів у дванадцяти томах / Редкол.: Жулинський М. Г. (голова) та ін. — Київ : Наукова думка, 2005. — Т. 7: Живопис і графіка 1830—1843. — 504 с. — ISBN 978-966-00-0625-6.